# سامسون (فیلم ۱۹۱۴)
سامسون (انگلیسی: Samson) فیلمی کوتاه در سبک درام به کارگردانی جی. فارل مک‌دانلد که در سال ۱۹۱۴ منتشر شده‌است. هارولد لوید هم در این فیلم نقشی بازی کرده است، اما نامش در عنوان‌بندیِ فیلم ذکر نشده است.

## بخشی از بازیگران
- جی. وارن کریگان در نقش سامسون
- کتلین کریگان در نقش دلیله
- کلیوو مدیسون
- مِـیم کلسو
- لول وارنتن
- فرانک بورزیگی (در عنوان بندی نیامده)
- هارولد لوید (در عنوان بندی نیامده)
- هال روچ (در عنوان بندی نیامده)